# Рауф Мамедов
Рауф Мамедов (на азер.: Rauf Məmmədov) е азербайджански шахматист, гросмайстор от 2004 г.

## Кариера
През 2007 г. участва на международния турнир от 11 категория в памет на Ваня Сомов „Младите звезди на света“. Мамедов заема второ място със 7/11 т. Същият резултат има победителя Ян Непомнячи. Мамедов и руснака се срещат още в първия кръг на турнира, а партията им завършва реми.
Участва на световното за юноши до 20 години в Турция през 2008 г. В крайното класиране поделя 15-18 м. с 8/13 т.
През октомври 2008 г. постига най-високия си ЕЛО рейтинг от 2631, който го поставя на шесто място при юношите в световната класация на ФИДЕ.

## Отборни прояви

### Шахматна олимпиада
Мамедов участва на две шахматни олимпиади. Изиграва 16 партии, постигайки в тях 6 победи и 5 ремита. Средната му успеваемост е 53,1 процента. Няма спечелени медали.
| Година | Организатор | Отбор       | Класиране (отборно) | Дъска         |
| 2004   | Калвия      | Азербайджан | 22                  | Първа резерва |
| 2006   | Торино      | Азербайджан | 24                  | Първа резерва |